# 忠清方言
忠清方言（韓語：충청 방언），或稱忠清道方言（충청도 방언），是朝鮮語的一支方言，流通於大韓民國忠清南道、忠清北道與大田廣域市等地。

## 内部采用
忠清南道
忠清南道方言一般分为三个部分。 
- 第一方言：天安、牙山、平泽地区
- 第二方言：舒川、保宁、扶余、青阳、公州、世宗、论山、大田、锦山
- 第三方言区（内浦方言区）：瑞山、泰安、唐津、洪城、礼山

这是一种以车岭山脉为界分类的方言系统。 因此，瑞山方言与地理上位于察宁山脉西北部的泰安方言、唐津方言、洪城方言和礼山方言具有语言上的亲缘关系。 
1. ↑  Hammarström, Harald; Forkel, Robert; Haspelmath, Martin; Bank, Sebastian (编). . . Jena: Max Planck Institute for the Science of Human History. 2016.